# Mit freundlichen Grüssen
| Recensione   | Giudizio |
| ------------ | -------- |
| AllMusic     | [ 2 ]    |
| Discogs      | [ 3 ]    |
| hitparade.ch | [ 4 ]    |

Mit freundlichen Grüssen è un album di cover del cantante tedesco Heino, pubblicato nel 2013.

## Descrizione
L'album raccoglie una serie di cover rock eseguite da Heino, altrimenti votato al genere Schlager. Si tratta del primo album pubblicato dopo una radicale ridefinizione dello stile musicale e del look da parte del cantante tedesco.
L'album contiene cover di brani di artisti rock prevalentemente tedeschi, quali: Die Ärzte, Peter Fox, Sportfreunde Stiller, OOMPH!, Rammstein, Clueso, Absolute Beginner, Nena, Stephan Remmler, Die Fantastischen Vier, Keimzeit e Marius Müller-Westernhagen. Due differenti tracce extra sono contenute nell'edizione in download digitale, cover di Herbert Grönemeyer e di Kraftklub. La seconda stampa del CD, inoltre, contiene cover aggiuntive di Cro,  Marteria, Yasha Conen, Miss Platnum, Tocotronic, Extrabreit e Die Prinzen, mentre è stata tolta la cover di Absolute Beginner.
Il 1º febbraio 2013 esce la prima edizione in CD, comprensiva di 12 tracce. Le stesse saranno pubblicate anche in vinile, in formato LP, il successivo 15 marzo. Sempre il 1º febbraio esce anche l'edizione in download digitale, comprensiva di due tracce extra. Una seconda edizione in CD esce invece il 18 ottobre comprensiva delle precedenti 12 tracce cui si aggiungono ulteriori 5 tracce extra.

## Controversie
La produzione di un album di cover rock da parte di un cantante di genere Schlager, musica leggera con connotazioni easy listening e folk, solitamente indirizzata a un pubblico adulto e totalmente avulsa alla musica rock, ha generato alcune controversie. Alcuni dei gruppi autori dei brani coinvolti nell'operazione si sono lamentati e hanno avuto da ridire a proposito, sia per il genere di provenienza del cantante, sia per controversie di cui Heino è stato protagonista durante la sua carriera, a causa di presunte correlazioni con il nazismo in alcuni brani da lui cantati.
L'opinione dei Rammstein a proposito di questa uscita discografica, riportata da Bild, sarebbe stata lapidaria: «Fa schifo, potremmo vomitare» («Wir könnten kotzen, zum Erbrechen»). Tuttavia sul sito dello stesso gruppo tedesco è apparsa una smentita, nella quale si puntualizza che i Rammstein non hanno mai affermato una cosa simile. Successivamente, anzi, i Rammstein hanno ospitato Heino sul palco della ventiquattresima edizione del festival Wacken Open Air nel 2013, cantando assieme a lui il brano Sonne.
Axel Schulz, manager dei Die Ärzte, avrebbe affermato: «Purtroppo, finché quest'idiota non modifica platealmente la canzone, non posso farci niente». Heino, divertito dalla controversia che ha suscitato la sua scelta di eseguire cover di gruppi rock, ha risposto «Perché una vecchia quercia dovrebbe essere disturbata dal maiale che vi si arrampica?» Heino ha inoltre replicato che il suo album ha venduto moltissimo fin dai primi giorni, raggiungendo il primo posto della classifica tedesca, tanto in download digitale quanto in formato fisico e questo non ha fatto altro che, grazie alle royalties, portare denaro nelle casse dei musicisti che si sono dimostrati tanto irritati della sua opera.

## Tracce
CD, LP
1. Junge – 3:05 (Farin Urlaub)
2. Haus am See – 3:35 (testo: David Conen, Pierre Baigorry – musica: David Conen, Pierre Baigorry, Ruth Maria Renner, Vincent Graf Schlippenbach)
3. Ein Kompliment – 3:11 (testo: Peter Brugger – musica: Florian Weber, Peter Brugger, Ruediger Linhof)
4. Augen auf – 3:18 (testo: Crap, Dero Goi, Oliver Woid, Robert Flux – musica: Crap, Dero Goi, Maik Straatmann, Marek Vejvoda, Robert Flux)
5. Sonne – 4:05 (Christian Lorenz, Christoph Schneider, Oliver Riedel, Paul Landers, Richard Kruse, Till Lindemann)
6. Gewinner – 3:42 (testo: Ralf Mayer, Thomas Hübner – musica: Baris Aladag, Thomas Hübner)
7. Liebes Lied – 3:37 (testo: Dennis Lisk, Jan Eissfeldt – musica: Dennis Lisk, Guido Weiss, Jan Eissfeldt)
8. Leuchtturm – 4:29 (testo: Nena – musica: Joern Fahrenkrog-Petersen, Nena)
9. Vogel der Nacht – 4:17 (Stephan Remmler)
10. MFG – 3:25 (Andreas Rieke, Michael Schmidt, Michael Beck, Thomas Duerr)
11. Kling Klang – 3:44 (Norbert Leisegang)
12. Willenlos – 3:28 (Marius Müller-Westernhagen)

Durata totale: 43:56
Download digitale
1. Junge – 3:05 (Farin Urlaub)
2. Haus am See – 3:35 (testo: David Conen, Pierre Baigorry – musica: David Conen, Pierre Baigorry, Ruth Maria Renner, Vincent Graf Schlippenbach)
3. Ein Kompliment – 3:11 (testo: Peter Brugger – musica: Florian Weber, Peter Brugger, Ruediger Linhof)
4. Augen auf – 3:18 (testo: Crap, Dero Goi, Oliver Woid, Robert Flux – musica: Crap, Dero Goi, Maik Straatmann, Marek Vejvoda, Robert Flux)
5. Sonne – 4:05 (Christian Lorenz, Christoph Schneider, Oliver Riedel, Paul Landers, Richard Kruse, Till Lindemann)
6. Gewinner – 3:42 (testo: Ralf Mayer, Thomas Hübner – musica: Baris Aladag, Thomas Hübner)
7. Leuchtturm – 4:29 (testo: Nena – musica: Joern Fahrenkrog-Petersen, Nena)
8. Vogel der Nacht – 4:17 (Stephan Remmler)
9. MFG – 3:25 (Andreas Rieke, Michael Schmidt, Michael Beck, Thomas Duerr)
10. Kling Klang – 3:44 (Norbert Leisegang)
11. Willenlos – 3:28 (Marius Müller-Westernhagen)
12. Einmal um die Welt – 2:24 (testo: Carlo Waibel – musica: Arne Schult, Carlo Waibel, Dominic Lorberg, Gordian Scholz, Micka Schürmann, Simon Hartog Den)
13. Was soll das – 4:37
14. Songs für Liam – 3:19

Durata totale: 50:39
CD seconda edizione
1. Junge – 3:05 (Farin Urlaub)
2. Haus am See – 3:35 (testo: David Conen, Pierre Baigorry – musica: David Conen, Pierre Baigorry, Ruth Maria Renner, Vincent Graf Schlippenbach)
3. Ein Kompliment – 3:11 (testo: Peter Brugger – musica: Florian Weber, Peter Brugger, Ruediger Linhof)
4. Augen auf – 3:18 (testo: Crap, Dero Goi, Oliver Woid, Robert Flux – musica: Crap, Dero Goi, Maik Straatmann, Marek Vejvoda, Robert Flux)
5. Sonne – 4:05 (Christian Lorenz, Christoph Schneider, Oliver Riedel, Paul Landers, Richard Kruse, Till Lindemann)
6. Gewinner – 3:42 (testo: Ralf Mayer, Thomas Hübner – musica: Baris Aladag, Thomas Hübner)
7. Leuchtturm – 4:29 (testo: Nena – musica: Joern Fahrenkrog-Petersen, Nena)
8. Vogel der Nacht – 4:17 (Stephan Remmler)
9. MFG – 3:25 (Andreas Rieke, Michael Schmidt, Michael Beck, Thomas Duerr)
10. Kling Klang – 3:44 (Norbert Leisegang)
11. Willenlos – 3:28 (Marius Müller-Westernhagen)
12. Einmal um die Welt – 2:24 (testo: Carlo Waibel – musica: Arne Schult, Carlo Waibel, Dominic Lorberg, Gordian Scholz, Micka Schürmann, Simon Hartog Den)
13. Lila Wolken – 3:59 (testo: David Conen, Dirk Heinz Berger, Marten Laciny, Maria Renner, Vincent Graf Schlippenbach – musica: David Conen, Mario Wesser, Marten Laciny, Yasha Conen)
14. Kapitulation – 4:13 (Arne Zank, Dirk von Lowtzow, Jan Klaas)
15. Polizisten – 4:56 (Kay-Oliver Schlasse, Rolf Moeller, Stefan Kleinkrieg, Ulrich Ruhwedel, Wolfgang Jäger Ramig)
16. Amerika – 3:54 (Christian Lorenz, Christoph Schneider, Oliver Riedel, Paul Landers, Richard Kruspe, Till Lindemann)
17. Alles nur geklaut – 4:13 (Tobias Künzel)

Durata totale: 63:58

## Formazione
- Heino: voce
- Fabian Zimmermann: chitarra
- Manuel Lopez: chitarra
- Christian Geller: tastiere, produzione, arrangiamenti
- Marcel Brell: tastiere
- Richard Hellenthal: trombone
- Olaf Krüger: tromba
- Rüdiger Baldauf: tromba
- Billy King: cori
- Leslie Moryson: cori

## Classifiche
- #1 Germania[4]
- #6 Austria[4]
- #7 Svizzera[4]

## Edizioni
- 2013 - Mit freundlichen Grüssen (Starwatch Entertainment/Sony Music, 88725460672, CD)
- 2013 - Mit freundlichen Grüssen (Starwatch Entertainment/Sony Music, 88725460671, LP)
- 2013 - Mit freundlichen Grüssen (Starwatch Entertainment/Sony Music, download digitale)
- 2013 - Mit Freundlichen Grüssen (Jetzt Erst Recht!)  (Starwatch Entertainment/Sony Music, 88883785282, CD)